# آمیگا ۴۰۰۰
کمودور آمیگا ۴۰۰۰ (به انگلیسی: Amiga 4000) یا به اختصار A4000 جانشین رایانه‌های آمیگا ۲۰۰۰ و آمیگا ۳۰۰۰ است که در دو مدل آمیگا ۴۰۰۰/۴۰ در اکتبر سال ۱۹۹۲ همراه با یک سی پی یو موتورولا ۶۸۰۴۰، و آمیگا ۴۰۰۰/۳۰ در تاریخ آوریل ۱۹۹۳ بایک سی پی یو موتورولا 68EC030 منتشر شد.
آمیگا ۴۰۰۰ با همان ساختار سخت‌افزاری آمیگا ۳۰۰۰ و به همراه چیپست پیشرفته «ای جی ای» که ارائه دهنده گرافیک بهبود یافته‌است، عرضه شد. با این حال رابط کاربری جانبی SCSI سیستم با یک IDE ارزان قیمت تعویض گردید.
آمیگا ۴۰۰۰ در ابتدا به صورت یک جعبه کیس افقی خوابیده نخودی رنگ و صفحه کلید جدا عرضه شد، اما کمودور بعد از مدتی مدلی از این رایانه را به صورت یک سیستم گسترده همراه با جعبه کیس عمودی و ایستاده با نام «آمیگا ۴۰۰۰ تی» به بازار عرضه کرد.

## مشخصات فنی

### ریزپردازنده مرکزی و حافظه رَم
آمیگا ۴۰۰۰ با یک سی پی یو موتورولا 68EC030 یا ۶۸۰۴۰، دو مگابایت حافظه به صورت «چیپ رَم» که قابل ارتقاء به ۱۶ مگابایت به صورت حافظه اضافه شدنی ۳۲ بیت از نوع SIMM است، عرضه گردید. یک جامپر غیرفعال نیز بر روی سیستم قرار داشت که برای ارتقاء حافظه «چیپ رم» به ۸ مگابایت در نظر گرفته شده بود.
بعد از مدتی شرکت‌های سازنده «طرف سوم» اقدام به طراحی و ساخت بردهای متفاوت ارتقاء حافظه (مانند ۶۸۰۴۰، ۶۸۰۶۰ و پاورپی‌سی موتورولا نمودند) که دارای کارایی بالاتری بودند. بعضی از این سخت‌افزارها همچنین امکان ارتقاء و افزایش سرعت حافظه رَم سیستم (۱۲۸ مگابایت یا بیشتر) را به کاربر ارائه می‌کردند.

### مدل آمیگا ۴۰۰۰-سی آر
برخلاف مدل‌های قبلی آمیگا، سری اولیه آمیگا ۴۰۰۰های تولید شده یک سی پی یو جدا و غیر یکپارچه داشتند. سی پی یو این سیستم‌ها بر روی کارت‌های گسترش نصب شده و از طریق شیارهای اضافه شونده به مادربورد الصاق می‌گردید و به صورت یکپارچه و مستقیم بر روی مادربورد نصب نبود. بعد از مدتی آمیگا ۴۰۰۰های اصلاح شده‌ای تولید گشت که ۲ مگابایت حافظه رم و «سی پی یوها» به صورت مستقیم بر روی مادربورد سیستم قرار داشت و همین مسئله باعث کاهش هزینه‌های تولید می‌گردید. این مدل از رایانه‌ها با نام «آمیگا ۴۰۰۰-سی آر» (Cost-Reduced اشاره به قیمت کاهش یافته تولید سیستم) و ریزپردازنده 68EC030 بر روی آن نصب بود. مدل‌های ۴۰۰۰-سی آر همچنین از یک باتری غیرقابل شارژ لیتیوم به جای باتری‌های قابل شارژ نیکل–کادمیم برای نگهداری زمان استفاده می‌کرد. باتری‌های نیکل–کادمیم یکی از دلایل اصلی بروز مشکلات عمده در سری آمیگاهای اولیه بودند، زیرا این باتری‌های در نهایت شروع به نشت می‌کردند و باعث فرسایش و آسیب به مادربورد می‌گردید.

### گرافیک و صدا
آمیگا ۴۰۰۰ اولین مدل از سری آمیگا می‌باشد که از تراشه ۳۲ بیتی نسل سوم کمودور با نام «ای جی ای» استفاده می‌کرد. همان‌طور که از نام این تراشه می‌شود فهمید، توانایی ارائه گرافیک پیشرفته، شفاف و واضح، پلت رنگ توسعه یافته از ۱۲ بیت (۴۰۹۶ رنگ) به ۳۴ بیت (۱۶٫۸ میلیون رنگ) را دارا بود. حالت‌های گرافیکی جدید این تراشه عبارت بودند از: ۱۲۸، ۲۵۶ و ۲۶۲٬۱۴۴ رنگ همزمان (در حالت HAM-8). بر خلاف مدل‌های قبلی چیپست‌های آمیگا، تمام رنگ‌ها در همه رزولوشن‌های تصویری قابل مشاهده بود. این تراشه همچنین باعث بهبود کارایی گرافیک سیستم و عملکرد و طراحی اسپرایت‌ها می‌شد. چیپست‌های مربوط به صدا در آمیگا ۴۰۰۰ بدون تغییر از همان تراشه مدل‌های قبلی آمیگا (تراشه پائولا) بر روی مادربورد استفاده می‌کرد که قابلیت ارائه ۴ کانال ۸ بیتی PCM به صورت دو کانال برای بلندگوی سمت چپ و دو کانال برای بلندگوی سمت راست را داشت.

### درگاه‌های گسترش و لوازم جانبی
آمیگا ۴۰۰۰ تعداد زیادی از کانکتورهای سازگار با سری رایانه‌های آمیگا را دارا بود، از جمله: دو درگاه DE-9 برای جوی استیک، ماوس یا قلم نوری، یک درگاه سریال استاندارد ۲۵ پین RS-232 و یک درگاه ۲۵ پین موازی. وجود این درگاه‌ها باعث سازگاری بالای آمیگا ۴۰۰۰ با لوازم جانبی سایر مدل‌های خانواده آمیگا گردیده بود، مانند رابط کاربری میدی، مودم‌های سریال و نمونه‌های صوتی.
برعکس مدل‌های قدرتمند اولیه آمیگا، رایانه آمیگا ۴۰۰۰ فاقد کنترلر SCSI بر روی مادربرد خود بود، و در عوض از کنترلر IDE به عنوان جانشین استفاده می‌کرد که البته همچنان قابلیت اضافه کردن کنترلر SCSI به عنوان یک وسیله جانبی و اضافه شونده در آمیگا ۴۰۰۰ وجود داشت.
آمیگا ۴۰۰۰ به مانند آمیگا ۳۰۰۰ دارای شیارهای توسعه ۳۲ بیتی داخلی «زورو ۳» بود. این شیارها اجازه استفاده از وسایل هماهنگ با «کانفیگ خودکار» استاندارد سری آمیگا را می‌داد. این وسایل شامل کارت‌های گرافیک، کارت‌های صدا، کارت‌های شبکه، کنترلرهای SCSI و حتی کنترلرهای «یو اس بی» بودند. یکی از قابل ذکرترین سخت‌افزارهای آن زمان «ویدئو توستر» محصول شرکت «نیوتک» بود که توانایی ویرایش و تولید ویدئوهای استاندارد «ان تی اس سی» را برای کاربر فراهم می‌کرد. این محصول در دهه ۹۰ میلادی بین کاربران آماتور و حرفه‌ای محبوبیت زیادی پیدا کرده بود و جهت تهیه ویدئوهای با کیفیت استاندارد، ویدئوهای با کیفیت پخش تلویزیونی، ابزار و حالت‌های مختلف میکسر تلویزیونی، تکنیک‌های کروماکی، طراحی و پویانمایی شخصیت‌ها و ویرایش تصاویر استفاده می‌گردید.
سه شیار ISA سیستم، با استفاده از «بُرد ارتباطی» قابل فعال شدن است (bridgeboard میان شیارهای «زورو» و ISA ارتباط برقرار می‌کند). برخی از «بُردهای ارتباطی» تولید شده دارای سخت‌افزار سازگار با «آی بی ام» پی سی (ریزپردازنده‌های اینتل ۸۰۲۸۶، ۸۰۳۸۶ یا ۸۰۴۸۶) بودند و اجازه شبیه‌سازی کل سیستم «آی بی ام» پی سی را به صورت سخت‌افزاری به آمیگا ۴۰۰۰ می‌دادند. کارت‌های سازگار ISA نیز می‌توانستند در دو شیار باقی‌مانده ISA نصب شوند.
مدتی بعد سازندگان «طرف سوم» کارت‌های توسعه، بردهایی طراحی کردند که امکان اضافه شدن شیارهای PCI را جهت کارایی بهتر به آمیگا ۴۰۰۰ می‌داد. همچنین تعدادی از کارت‌های گرافیک و شبکه به صورت PCI تولید شده بودند که از نظر بازده و کارایی، برتری زیادی نسبت به کارت‌های توسعه معمولی داشتند.

### سیستم عامل
رایانه آمیگا ۴۰۰۰ همراه با سیستم عامل آمیگااواس ۳٫۰ که شامل رابط گرافیکی «ورک بنچ» ۳٫۰ و «کیک استارت» ۳٫۰ بود، عرضه شد. این موارد به اتفاق هم، آمیگااواس را تبدیل به یک سیستم عامل «چند کاره تک نفره» نموده بود. در پی عرضه آمیگااواس ۳٫۰، امکان ارتقاء آمیگا ۴۰۰۰ به «چیپ رَم» ۳٫۱ نیز فراهم آمد.
بعد از مدتی آمیگااواس ۳٫۵ و ۳٫۹ نیز که کاملاً با آمیگا ۴۰۰۰ سازگاری داشتند (البته نیاز به ارتقاء کیک استارت به نسخه ۳٫۱ بود)، تولید و منتشر گردیدند.
آمیگااواس ۴٫۰ (که قابلیت اجرا بر روی پردازنده پاورپی‌سی را نیز دارد) به شرطی که بر روی آمیگا ۴۰۰۰ کارت شتاب دهنده CyberStorm PPC نصب شده باشد، قابل اجرا است. همچنین آمیگا ۴۰۰۰ مجهز به کارت شتاب دهنده CyberStorm PPC، قادر به اجرای سیستم عامل مورف اواس بر روی خود می‌باشد. ضمن اینکه بسیاری از سیستم عامل‌های مستقل از شرکت کمودور، مانند لینوکس و بی‌اس‌دی نیز می‌توانند توسط آمیگا ۴۰۰۰ مورد استفاده قرار بگیرند.

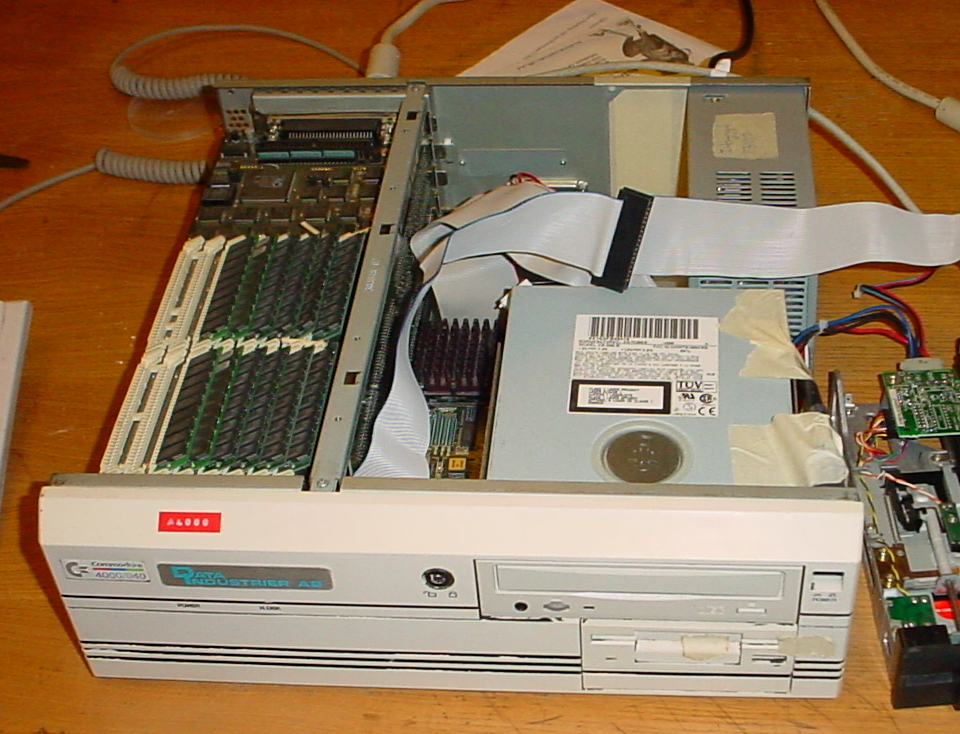
کیس باز شده آمیگا ۴۰۰۰

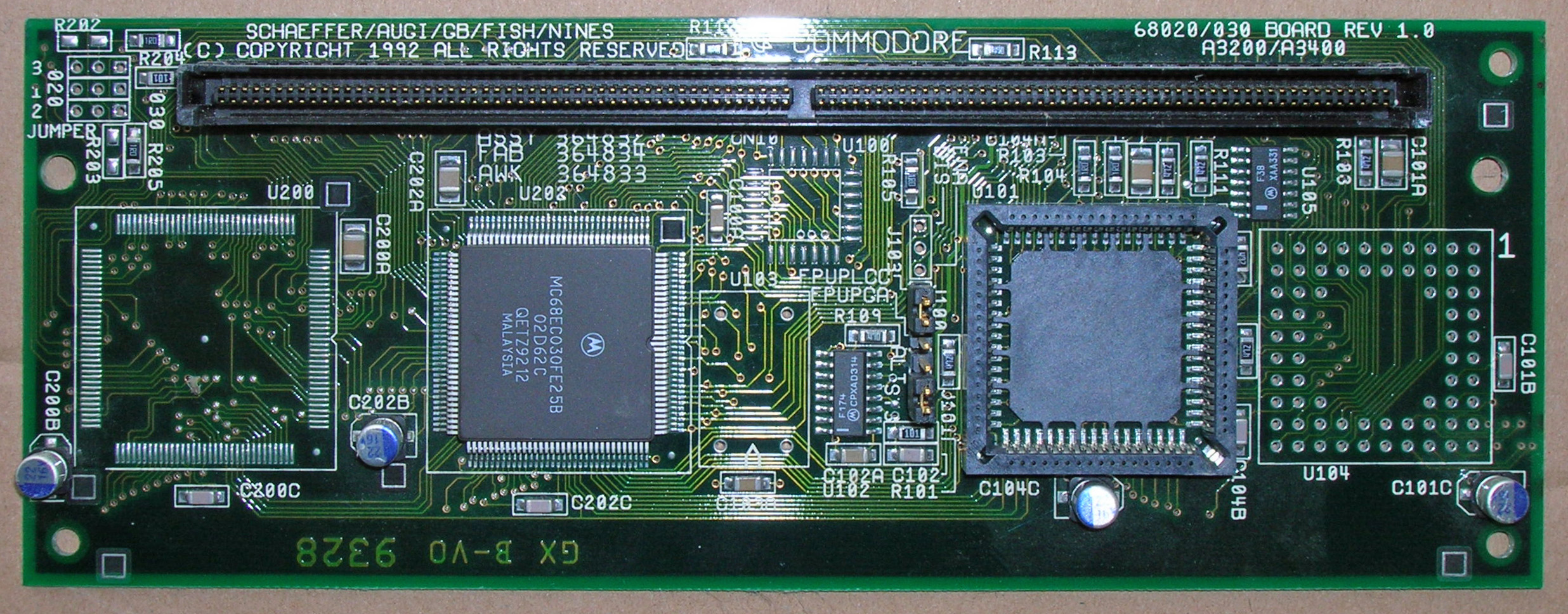
کارت ارتقاء «سی پی یو» A3200/A3400

### مشخصات
| ویژگی                   | مشخصات |
| ----------------------- | --- |
| واحد پردازش مرکزی       | موتورولا 68EC030 یا ۶۸۰۴۰ در سرعت ۲۵ مگاهرتز |
| حافظه رَم                | ۲ الی ۱۸ مگابایت بر روی بورد (۲ مگابایت تراشه چیپ رَم و ۱۶ مگابایت رم اضافه شونده) قابل ارتقاء به ۱۲۸ مگابایت از طریق اسلات «سی پی یو» و ۵۱۲ مگابایت برای هر شیار «زورو ۳» |
| حافظه رام               | ۵۱۲ کیلوبایت کیک استارت رام |
| چیپ ست                  | «ای جی ای» (AGA) |
| ویدئو                   | پلت رنگ ۲۴ بیتی (۱۶٫۸ میلیون رنگ) نمایش حداکثر ۲۵۶ رنگ همزمان در حالت‌های خاص نمایش ۲۶۲٬۱۴۴ رنگ همزمان در حالت گرافیکی HAM-8 - ۳۲۰×۲۰۰ به ۱۲۸۰×۴۰۰i (ان تی اس سی) - ۳۲۰×۲۵۶ به ۱۲۸۰×۵۱۲i (پال) - ۶۴۰×۴۸۰ (وی جی ای), ۸۰۰×۶۰۰i یا ۱۰۲۴×۷۶۸i اسکن افقی تصویر ۱۵٫۶۰ الی ۳۱٫۴۴ کیلوهرتز اسکن عمودی تصویر ۵۰ الی ۷۲ هرتز |
| صدا                     | ۴ کانال ۸ بیت PCM (دو کانال استریو) ۲۸ الی ۵۶ کیلوهرتز حداکثر سمپل ریت بستگی به حالت گرافیکی سیستم دارد. |
| فضای ذخیره‌سازی داخلی    | گرداننده دیسک سخت ۳٫۵ اینچ ۱۲۰ مگابایت IDE (قابل ارتقاء) |
| حافظه ذخیره‌سازی جداشدنی | گرداننده فلاپی دیسک ۳٫۵ اینچ (۱٫۷۶ مگابایت) |
| درگاه‌های ورودی/خروجی    | خروجی آنالوگ آرجی‌بی ویدئو (DB-23M) ۲ خروجی صوت (رابط آرسی‌ای) درگاه صفحه کلید (رابط ۶ پین Mini-DIN) دو عدد درگاه ورودی ماوس و جوی استیک (DE9) درگاه سریال RS-232 درگاه موازی (DB-25F) درگاه گرداننده فلاپی دیسک (DB-23F) کنترل‌کننده ATA داخلی ۴۰ پین                                                                |
| شیارهای توسعه           | ۴ شیار ۱۰۰ پین ۳۲ بیت «زورو ۳» ۱ شیار ویدئو «ای جی ای» (AGA)(ارتباط داخلی با شیار «زورو») ۳ شیار غیرفعال ۱۶ بیت ISA (برای فعال شدن نیاز به bridgeboard می‌باشد) ۱ شیار ۲۰۰ پین برای ارتقاء «سی پی یو» ۴ یا ۵ شیار ۷۲ پین کارت حافظه SIMM                                                                            |
| سیستم عامل              | آمیگااواس ۳٫۰ (کیک‌استارت ۳٫۰ و رابط کاربری گرافیکی «ورک بنچ» ۳٫۰) |
| متفرقه                  | ۲ عدد مکان قرارگیری گرداننده ۳٫۵ اینچ در جلوی کیس ۱ عدد مکان قرارگیری گرداننده ۵٫۲۵ اینچ در جلوی کیس ۲ عدد گرداننده نصب شده داخل کیس ۳٫۵ اینچ قفل کلیدی (برای غیرفعال کردن ماوس و صفحه کلید) |

## همسنگ‌های انگلیسی
1. ↑  Amiga Advanced Graphics Architecture
2. ↑  beige
3. ↑  Amiga 4000T
4. ↑  Amiga Chip RAM
5. ↑  single in-line memory module
6. ↑  Jumper
7. ↑  third-party developers
8. ↑  expansion board
9. ↑  Amiga 4000-CR
10. ↑  Advanced Graphics Architecture
11. ↑  sprite
12. ↑  Paula sound chip
13. ↑  interface
14. ↑  Zorro III
15. ↑  AutoConfig
16. ↑  NewTek Video Toaster
17. ↑  Broadcast quality
18. ↑  bridgeboard
19. ↑  Peripheral Component Interconnect
20. ↑  Workbench 3.0
21. ↑  Kickstart
22. ↑  Expansion slots
23. ↑  CPU expansion